# أندرو ستيوارت كوتس
أندرو ستيوارت كوتس (بالإنجليزية: Andrew Justin Stewart Coats)‏ هو طبيب قلب أسترالي، ولد في 1 فبراير 1958 في ملبورن في أستراليا.